# Paralimnophila tarra
Paralimnophila tarra là một loài ruồi trong họ Limoniidae. Chúng phân bố ở miền Australasia.